# Centrino Atom
Centrino Atom è il nome commerciale della prima generazione di una piattaforma sviluppata da Intel espressamente per il settore dei dispositivi ultra portatili UMPC e MID come variante della ormai famosa piattaforma Centrino (introdotta agli inizi del 2003 e poi aggiornata nel corso degli anni grazie anche alle successive Centrino Duo e Centrino 2), arrivata sul mercato il 2 aprile 2008.

## I motivi del nuovo nome commerciale
Nel corso del 2007 Intel ha più volte ribadito che ritiene il settore dei sistemi UMPC e MID molto promettente per il futuro e, dato il successo ottenuto con la piattaforma Centrino che ha contribuito in maniera molto rilevante alla sempre maggior diffusione dei sistemi portatili rispetto a quelli desktop, è apparso subito naturale che il produttore decidesse di promuovere sempre più strenuamente questo nuovo settore, considerato come un potenziale nuovo mercato.
Le prime due piattaforme pensate per i sistemi UMPC (UCP e McCaslin) erano basate su componenti adattati da soluzioni sviluppate per altri settori, ma data l'importanza del nuovo settore, Intel ha deciso di sviluppare innanzitutto CPU, e poi anche altri componenti del sistema, espressamente pensate fin dall'inizio per le nuove destinazioni d'uso. I nuovi processori hanno preso il nome commerciale di Atom e la piattaforma basata su di essi sfrutterà  proprio la notorietà del marchio Centrino, diventando appunto Centrino Atom che va a succedere alla cosiddetta Intel Ultra Mobile Platform 2007 che è di fatto il nome commerciale della seconda generazione, McCaslin.

### Centrino Atom: un marchio appena nato e già morto?
Intorno alla metà di agosto 2008 Intel ha annunciato l'intenzione di cancellare il marchio Centrino Atom e di voler conservare solo il marchio Atom ad indicare il processore integrato negli UMPC e MID.
Alla base di tale decisione che è apparsa immediatamente quasi inverosimile, risiederebbero alcune considerazioni di mercato: l'azienda avrebbe valutato che il nuovo marchio Centrino Atom poteva portare ad una certa confusione i clienti (soprattutto quelli meno esperti in considerazioni tecniche), che potrebbero erroneamente pensare che un dispositivo MID possa sostituire efficacemente (e ad un costo inferiore) un più completo sistema commercializzato sotto il marchio Centrino.
Dopo l'annuncio di agosto tuttavia, non si sono più avute conferme dell'effettivo abbandono del marchio Centrino Atom.

## I 3 componenti chiave della piattaforma Centrino Atom
Così come tutte le generazioni di piattaforma Centrino (e delle sue evoluzioni Centrino Duo e Centrino 2), vale a dire Carmel, Sonoma, Napa, Santa Rosa e Montevina, sono basate su 3 componenti chiave, vale a dire, CPU, Chipset e Scheda wireless espressamente progettati per l'impiego in ambito mobile e quindi per avere come principale obiettivo il giusto bilanciamento tra prestazioni e consumi, anche per la nuova Centrino Atom Intel ha mantenuto gli stessi requisiti, sebbene si tratti ovviamente di requisiti adattati al particolare settore cui è destinata la nuova piattaforma, leggermente diverso da quelli dei Notebook tradizionali.

## Caratteristiche principali della piattaforma Centrino Atom
Storicamente, le varie evoluzioni della piattaforma Centrino, vale a dire la Centrino vera e propria prima, e successivamente la Centrino Duo e Centrino 2, sono state basate su 2 differenti generazioni, vale a dire Carmel e Sonoma per Centrino e Napa e Santa Rosa per Centrino Duo. Al momento non è ancora dato sapere se anche Centrino 2 seguirà la stessa strada dato che per la piattaforma successiva a Montevina, Intel non ha ancora annunciato il nome commerciale; in ogni caso è probabile che anche la nuova Centrino Atom possa seguire la stessa linea, ovvero è probabile che lo stesso nome commerciale che nel 2008 indicherà solo la prima generazione, possa poi essere mantenuto anche nel 2009, sebbene basato sulla seconda generazione. Di seguito viene riportata una breve descrizione delle caratteristiche della prima generazione e della probabile seconda generazione di Centrino Atom.

### Menlow
La prima generazione della piattaforma Centrino Atom è basata su quella conosciuta attraverso il nome in codice di Menlow che, come detto, ha portato con sé una piccola rivoluzione, in quanto l'intero progetto è stato sviluppato da zero pensando alle esigenze degli UMPC, con l'intento di garantire la più elevata portabilità possibile, ricercando quindi sia elevata potenza elaborativa e massimo risparmio energetico. Di seguito i 3 componenti chiave della piattaforma:
- Processore - Atom Silverthorne

Viene realizzato mediante il processo produttivo a 45 nm ed è single core ma dotato della tecnologia Hyper-Threading per poter comunque avere discrete prestazioni con le applicazioni multi threaded. La particolarità di questa nuova CPU risiede nel fatto che essa è la prima ad essere completamente sviluppata espressamente per l'utilizzo in questi sistemi, a differenza delle CPU precedenti che vedevano il loro design ispirato a quello delle soluzioni per il settore notebook. Il consumo massimo non supera i 2,5 W.
- Chipset - Poulsbo

Esso contribuisce ad aumentare l'efficienza dell'intera piattaforma grazie al fatto che è di tipo ad un unico chip, chiamato "System Controller Hub", integrando quindi in un unico componente sia il northbridge sia il southbridge.
- Scheda wireless

Per il momento non è ancora chiaro quale sia la scheda Wi-Fi che viene proposta da Intel per la piattaforma Menlow, ma in ogni caso questo tipo di dispositivi dovrebbero garantire connettività agli standard  802.11 b/g, Bluetooth 2.0 + EDR (Enhanced Data Rate) e comunicazioni UMTS 3G e 3,5G, sebbene non sia ancora chiaro se si tratta di funzionalità offerte da un'unica scheda oppure da diversi moduli separati.

### Moorestown
Intel non ha ancora dichiarato ufficialmente se la piattaforma che seguirà Menlow verrà commercializzata ancora con il marchio Centrino Atom, in ogni caso, essa sarà quella conosciuta con il nome di codice di Moorestown, attesa per il 2009, che porterà con sé un'ulteriore rivoluzione in questo nuovo settore, forse anche più importante di quella portata da Menlow, grazie ad una nuova tipologia di processore che sarà di tipo System on a Chip (SoC) e che consentirà un ulteriore e deciso passo avanti nell'ottimizzazione generale dell'efficienza di tali sistemi. Di seguito i 3 componenti chiave della piattaforma:
- Processore - Atom Lincroft

Viene considerato un SoC in quanto integrerà anche tutti gli altri sistemi, come il chipset, il sottosistema grafico e il controller di memoria RAM, in un unico chip a 45 nm, promettendo consumi fino a 20 volte inferiori rispetto alle soluzioni attualmente in commercio (appartenenti alla piattaforma di seconda generazione McCaslin e basate sul processore Stealey) e 10 volte inferiori rispetto ai sistemi ultra portatili basati sulla piattaforma che andrà a sostituire, Menlow, e quindi sul proprio predecessore Silverthorne.
- Chipset - Langwell

Dato che Lincroft includerà il chipset, non esisterà per Moorestown un vero e proprio chipset dedicato ma solo un "Communications Hub" che si occuperà della sola gestione dell'I/O.
- Scheda wireless - Evans Peak

Sarà in grado di offrire connettività agli standard l'802.11 b/g, Bluetooth 2.0, WiMax e GPS e potrà collegarsi ad ulteriori chip sviluppati da produttori di terze parti che potranno offrire comunicazioni UMTS 3G e 3,5G.

## La piattaforma successiva
Al momento non si conosce ancora quale potrebbe essere la piattaforma che seguirà la Centrino Atom; potrebbe essere un'ipotetica "Centrino Atom 2" ma non si sa ancora nulla al riguardo.